# マッティア・ボッタニ
マッティア・ボッタニ（Mattia Bottani、1991年5月24日 - ）は、スイス・ルガーノ出身のサッカー選手。FCルガーノ所属。ポジションはMF。

## 代表経歴
2022年6月5日、UEFAネーションズリーグのポルトガル代表戦にてスイス代表での初キャップを刻んだ。